# Aqua Virgo
L'Aqua Virgo (nom llatí, literalment 'aigua verge') va ser un dels onze aqüeductes que proveïen d'aigua l'antiga ciutat de Roma. L'aqüeducte va caure en desús amb la decadència de l'Imperi Romà, però es va restaurar completament gairebé un mil·lenni després, durant el Renaixement, quan va prendre la seva forma actual, amb el nom italià d'Acqua Vergine.
Agripa va finalitzar la construcció de l'Aqua Virgo el 9 de juny de l'any 19 aC,
durant el regnat de l'emperador August. Capta l'aigua vora el riu Aniene, a la vuitena milla (km 10,5) de la Via Collatina, a uns 3 km de la Via Praenestina. Segons una llegenda transmesa per Frontí, uns soldats assedegats van demanar aigua a una noia, que els va indicar el camí cap a la font que després va proveir l'aqüeducte. Així doncs, se'n va dir Aqua Virgo a causa de la jove donzella.
Al llarg dels seus més de 20 km de longitud, l'aqüeducte tenia un declivi de només 4 m per arribar a Roma enmig del Campus Martius. Durant el seu apogeu, l'aqüeducte podia proveir més de 100.000 metres cúbics diaris d'aigua. L'aqüeducte corria sota terra en gairebé tota la seva longitud. Procopi afirma que el 537, mentre assetjaven Roma, els gots van tractar d'utilitzar aquest canal subterrani com a passadís secret per envair la ciutat.
A causa del deteriorament que va patir després de la caiguda de l'Imperi Romà, l'Aqua Virgo va ser reparat pel papa Adrià I al segle viii. Un cop totalment restaurat després de les exhaustives tasques de remodelatge dutes a terme des del seu origen fins als seus punts de sortida entre els turons del Pincio i el Quirinal i dins del Camp de Mart, el papa Nicolau V el va consagrar com a Acqua Vergine el 1453.
Posteriorment ha estat restaurat diverses vegades al llarg dels segles i ampliat el 1840 i el 1936, quan es va fer arribar fins al Pincio.
Actualment una bona part de les antigues estructures ha estat substituïda per canonades de ciment, mentre que l'elevada urbanització ha contaminat greument tant el canal originari com les capes freàtiques. Consegüentment l'Acqua Vergine només es pot utilitzar per al reg o per alimentar importants fonts monumentals com ara la Fontana della Barcaccia, la Fontana di Trevi, la Fontana dei Quattro Fiumi o la Fontana del Nicchione, sota el Pincio, mostra terminal de la prolongació del 1936.
El 13 de juny del 2007, va ser malmès per l'obra de construcció d'un garatge, fet que va interrompre el subministrament d'aigua a algunes fonts de Roma durant uns quants dies.

## Imatges

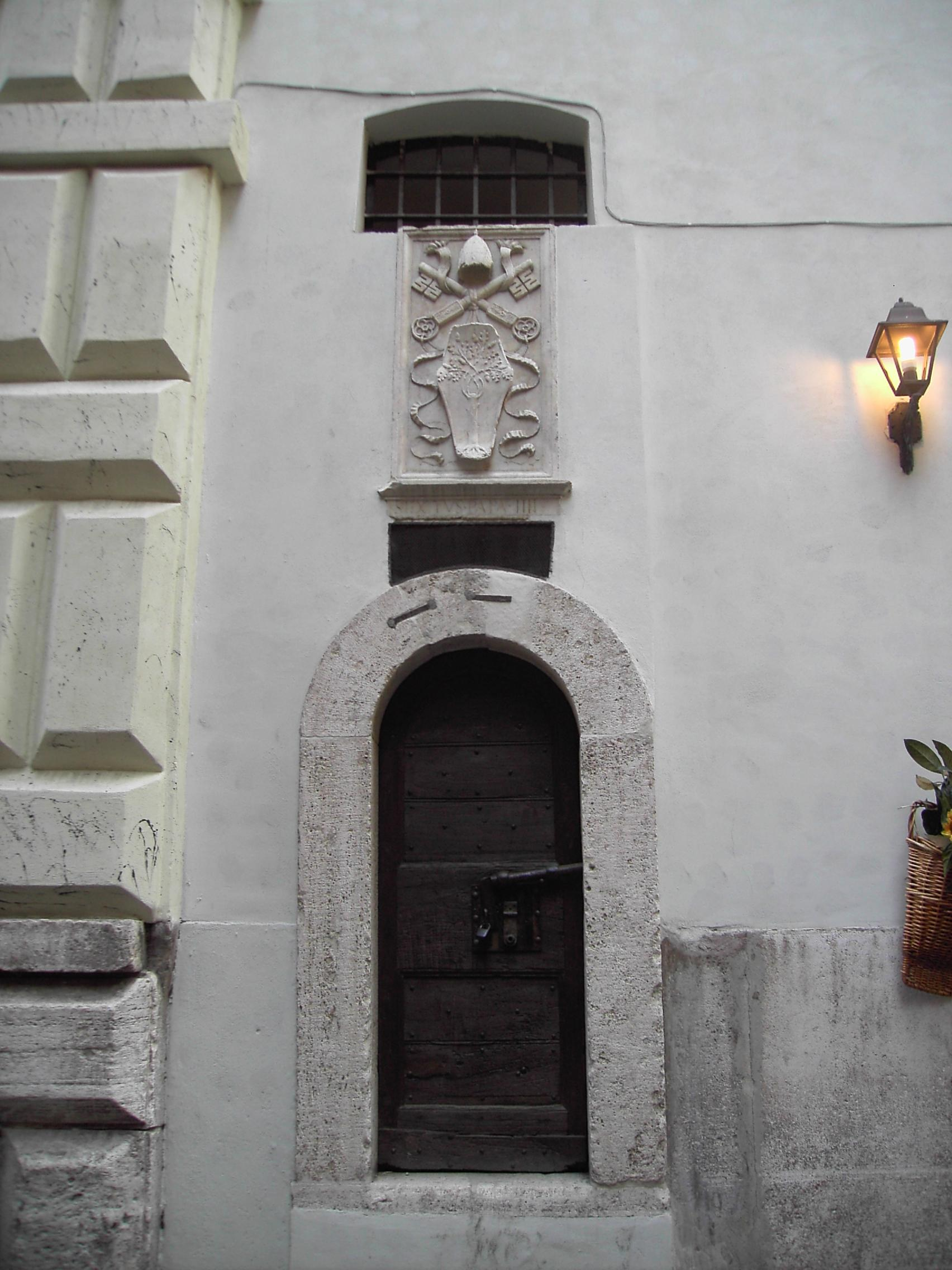
L'entrada de servei a l'aqüeducte de l'Acqua Vergine, a la Via del Nazareno
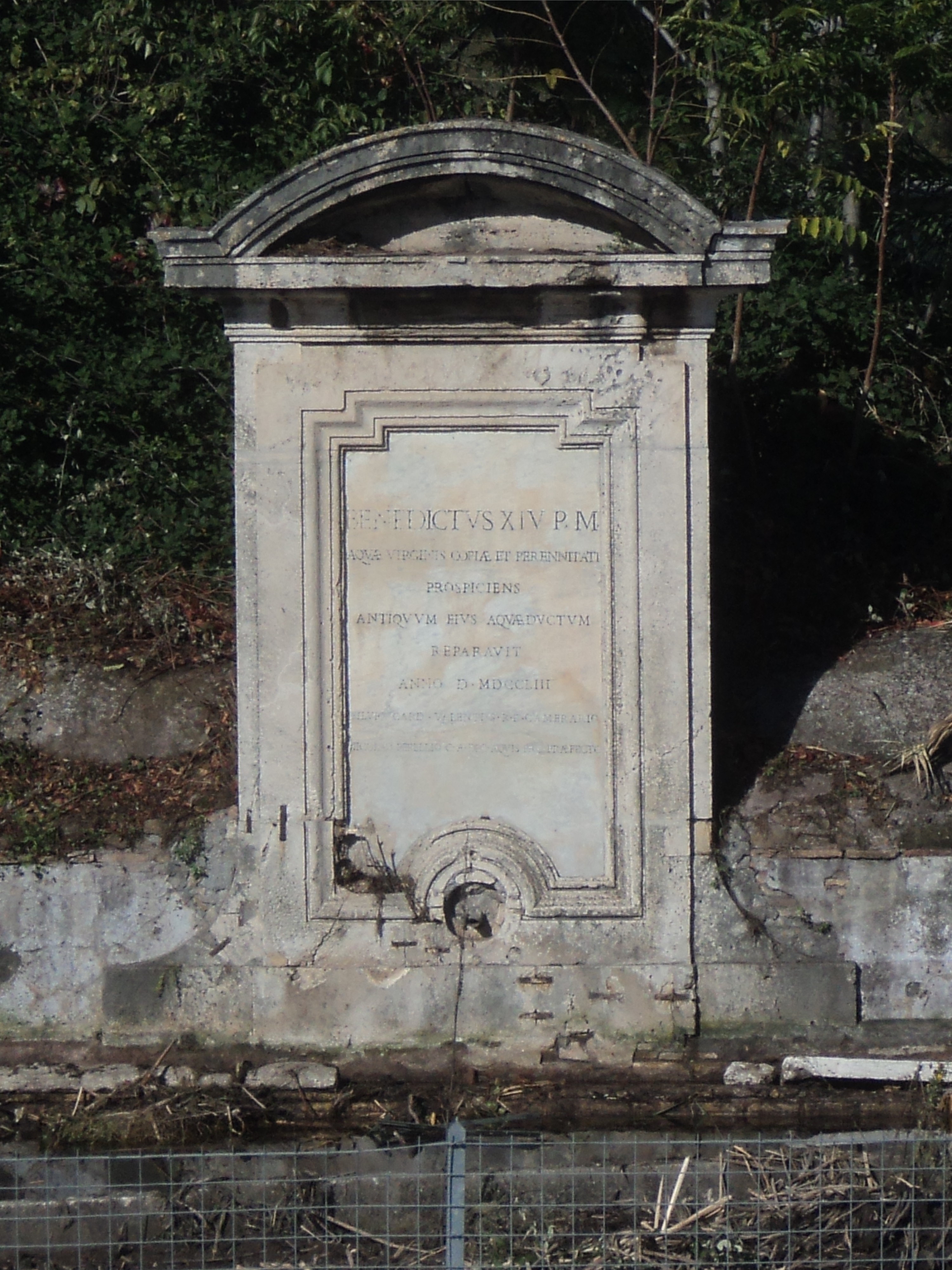
Antiga font a l'aqüeducte
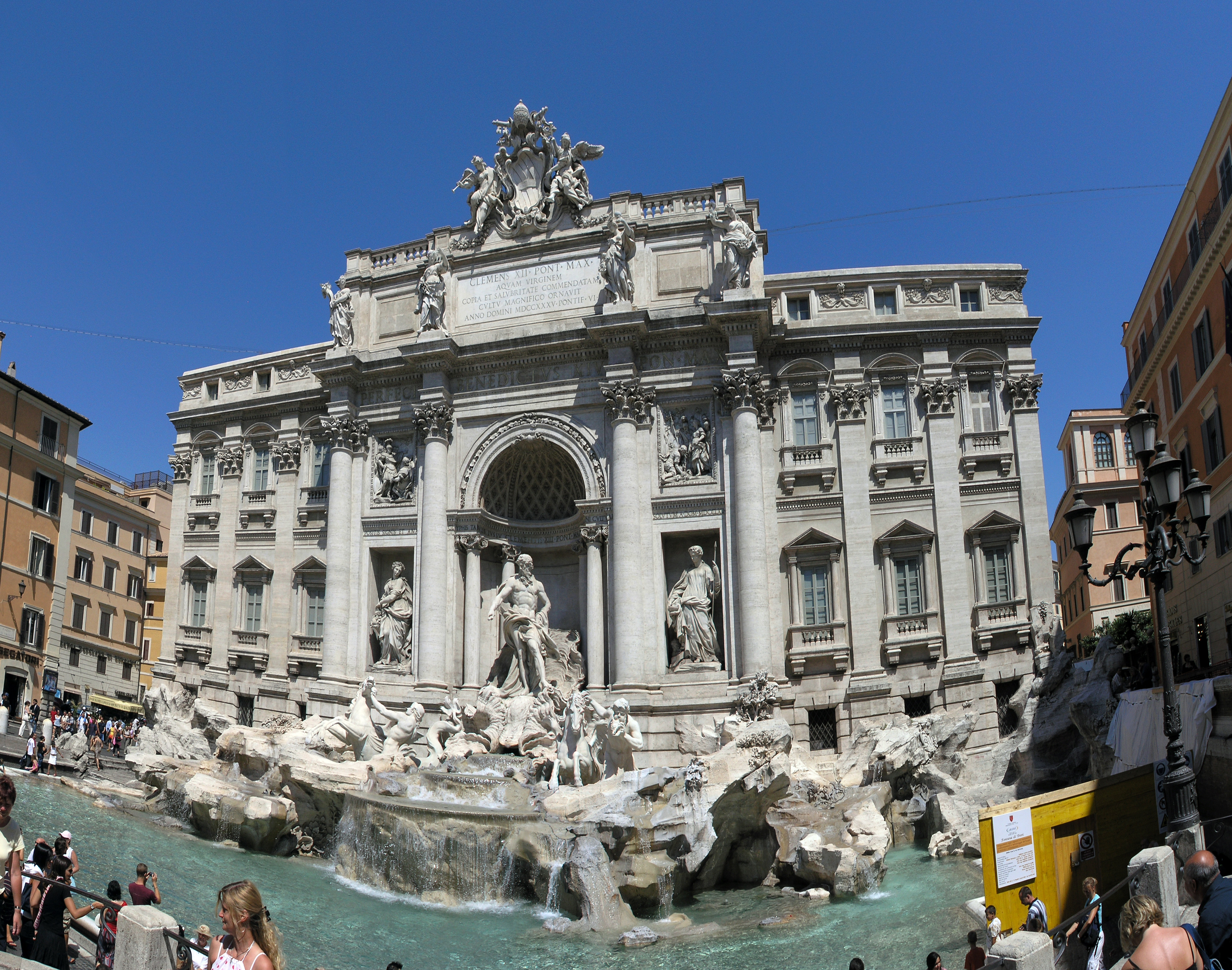
La Fontana di Trevi, alimentada per l'aqüeducte